# Steve Zampieri
Steve Zampieri (Arbon, 4 giugno 1977) è un ex ciclista su strada svizzero, professionista dal 2000 al 2008.

## Carriera
Passato professionista nel 1999, ha colto due vittorie in carriera, al Prix d'Armorique in Francia e al Tour du Lac Léman in patria. Le sue doti di scalatore gli hanno comunque permesso di stare spesso con i primi sulle salite dei grandi giri e di poter così risultare uno dei gregari più preziosi per diversi corridori, specialmente per Stefano Garzelli nel periodo in cui entrambi correvano per la Vini Caldirola-Nobili Rubinetterie. Ha annunciato il proprio ritiro alla fine del 2008.

## Palmarès
- 2000

Prix d'Armorique
- 2001

Tour du Lac Léman

### Altri successi
- 2001

Classifica scalatori Tour de Romandie

## Piazzamenti

### Grandi giri
- Giro d'Italia

2002: 89º
2003: 36º
2004: 19º
2005: 30º
2006: 48º
2007: ritirato
2008: ritirato
- Tour de France

2003: 87º
2005: ritirato
- Vuelta a España

2004: ritirato
2006: ritirato

### Classiche monumento
- Giro di Lombardia

2002: 65º
2004: 46º
2005: 38º
- Liegi-Bastogne-Liegi

2002: 70º
2003: ritirato
2004: 100º
2005: 107º
2006: 62º

### Competizioni mondiali
- Campionati del mondo

Lisbona 2001 - In linea Elite: ritirato
Hamilton 2003 - In linea Elite: ritirato
Verona 2004 - In linea Elite: 71º